# Okruzi Surinama
Surinam je podjeljen na deset okruga. Površinom najveći okrug je Sipaliwini s 130.567 km² što čini 79,7% Surinama. Dok je najmanji Paramaribo okrug s 182 km² te čini 0,1% površine Surinama. Prema broju stanovnika najveći okrug je Paramaribo u kojem je 2012. godine živjelo 240.924 stanovnika. Okrug s najmanje stanovika je Coronie u kojem živi 3.391 stanovnik.
|    | Okrug      | Središte        | Površina (km²) | Površina (%) | Stanovništvo (2012. popis) | Stanovništvo (%) | Gustoća. (stan./km²) |
| -- | ---------- | --------------- | -------------- | ------------ | -------------------------- | ---------------- | -------------------- |
| 1  | Brokopondo | Brokopondo      | 7.364          | 4,5          | 15.909                     | 2,9              | 2,2                  |
| 2  | Commewijne | Nieuw-Amsterdam | 2.353          | 1,4          | 31.420                     | 5,8              | 13,4                 |
| 3  | Coronie    | Totness         | 3.902          | 2,4          | 3.391                      | 0,6              | 0,9                  |
| 4  | Marowijne  | Albina          | 4.627          | 2,8          | 18.294                     | 3,4              | 4,0                  |
| 5  | Nickerie   | Nieuw-Nickerie  | 5.353          | 3,3          | 34.233                     | 6,3              | 6,4                  |
| 6  | Para       | Onverwacht      | 5.393          | 3,3          | 24.700                     | 4,6              | 4,6                  |
| 7  | Paramaribo | Paramaribo      | 182            | 0,1          | 240.924                    | 44,5             | 1323,8               |
| 8  | Saramacca  | Groningen       | 3.636          | 2,2          | 17.480                     | 3,2              | 4,8                  |
| 9  | Sipaliwini | nema            | 130.567        | 79,7         | 37.065                     | 6,8              | 0,3                  |
| 10 | Wanica     | Lelydorp        | 443            | 0,3          | 118.222                    | 21,8             | 266,9                |
|    | Surinam    | Paramaribo      | 163.820        | 100,0        | 541.638                    | 100,0            | 3,3                  |

## Povijest
Zemlju su prvi put podijelili Nizozemci 8. listopada 1834, kraljevskom uredbom na osam divizija i 2 okruga:
- Gornji Surinam i Torarica
- Para
- Gornji Commewijne
- Gornji Cottica i Perica
- Donja Commewijne
- Donja Cottica
- Matapica
- Saramacca
- Coronie
- Nickerie

Divizije su bile u blizini glavnog grada, Paramariboa, a okruzi su bila udaljena područja dalje od grada. 
Godine 1927. okruzi su revidirani, a zemlja je podijeljena na sedam okruga. Dodatne male preinake su napravljene 1943., 1948., 1949., 1952. i 1959. godine. Da bi 28. listopada 1966. Surinam bio podjeljen u devet okruga:
- Nickerie
- Coronie
- Saramacca
- Brokopondo
- Para
- Suriname
- Paramaribo
- Commewijne
- Marowijne

Te podjele ostale su do 1980., kada su još jednom, granice okruga podjeljene međutim, sa sljedećim zahtjevima: 
- Promjene na starim granicama će se napravili samo ako to dovodi do bolje funkcioniranja.
- Svako područje se treba razvijati.
- Nove granice trebaju poštovati identitet autohtonih naroda.

## Vanjske poveznice
- Okruzi Surinama na statoids.com